# Stuttflog Glacier
Stuttflog Glacier är en glaciär i Antarktis. Den ligger i Östantarktis. Norge gör anspråk på området. Stuttflog Glacier ligger 1 638 meter över havet.
Terrängen runt Stuttflog Glacier är varierad. Trakten är obefolkad. Det finns inga samhällen i närheten. 